# Luftcertifikat
Luftcertifikat eller Flygcertifikat, på engelska air operator's certificate (AOC) innebär beviljandet av godkännande från en civil luftfartsmyndighet (CAA) till en flygoperatör för att tillåta användning av flygplan för kommersiella lufttransporter. Detta kräver att operatören (flygbolaget) har personal, tillgångar och system på plats för att säkerställa säkerheten för sina anställda och för allmänheten som flyger. Certifikatet listar godkända flygplanstyper, varje registreringsnummer som är godkänt för att flyga, det godkända flygändamålet och i vilket område innehavaren får verka (såsom specifika flygplatser eller geografiska regioner). Att skaffa en AOC för ett flygbolag tar normalt cirka 6–12 månader, men kan ta betydligt längre tid i vissa fall.
Dessa certifikat har alltså ingenting med flygträning att göra utan är en byråkratisk process för att säkerställa säker operation hos en aktör.